# Chin Si Thoong Soo
Chin Si Thoong Soo is de geslachtsvereniging en citang van de Hokkien-Chinezen in Penang met de familienaam Chin. Chin Si Thoong Soo ligt aan de King Street in George Town. Het verenigingsgebouw/citang bestaat uit twee verdiepingen. Het werd in 1914 gebouwd. Op het dak zit een paar stenen leeuwen. Het gebouw bevat een citang met alle vooroudertabletten van de familie Chin.